# M83 (musikgrupp)
M83 är ett franskt elektroniskt indiepop-/rockband bestående av Anthony Gonzalez och Morgan Kibby, bildat 2001 i Antibes, Frankrike. 
Namnet M83 kommer från galaxen med samma namn. 

## Diskografi

### Studioalbum
| M83                                              | - Släppt: 18 april 2001 - Skivbolag: Gooom, Mute - Format: CD, digital nedladdning   | —   | —  | —  | —  | —  | —  | —  | —  | —   | —   |               |
| Dead Cities, Red Seas & Lost Ghosts              | - Släppt: 14 april 2003 - Skivbolag: Gooom, Mute - Format: CD, digital nedladdning   | 116 | —  | —  | —  | —  | —  | —  | —  | —   | —   |               |
| Before the Dawn Heals Us                         | - Släppt: 24 januari 2005 - Skivbolag: Gooom, Mute - Format: CD, digital nedladdning | 103 | —  | —  | —  | —  | —  | —  | —  | 166 | —   |               |
| Digital Shades Vol. 1                            | - Släppt: 3 september 2007 - Skivbolag: Mute - Format: CD, LP, digital nedladdning   | —   | —  | —  | —  | —  | —  | —  | —  | —   | —   |               |
| Saturdays = Youth                                | - Släppt: 11 april 2008 - Skivbolag: Mute - Format: CD, digital nedladdning          | 173 | —  | —  | —  | —  | —  | —  | —  | —   | 107 |               |
| Hurry Up, We're Dreaming                         | - Släppt: 18 oktober 2011 - Skivbolag: Mute - Format: CD, LP, digital nedladdning    | 38  | 37 | 30 | 36 | 37 | 53 | 18 | 65 | 44  | 15  | - US: 300,000 |
| Junk                                             | - Släppt: 8 april 2016 - Skivbolag: Mute - Format: CD, LP, digital nedladdning       | 26  | 12 | 30 | 30 | 46 | 52 | 34 | 30 | 28  | 26  |               |
| "—" noterar album som inte tog sig in på listan. |                                                                                      |     |    |    |    |    |    |    |    |     |     |               |

### Soundtrackalbum
| Titel                                        | Albuminformation                                                                   | Höghögstasta listplacering | Höghögstasta listplacering |
| Titel                                        | Albuminformation                                                                   | FRA                        | BEL                        |
| -------------------------------------------- | ---------------------------------------------------------------------------------- | -------------------------- | -------------------------- |
| Oblivion: Original Motion Picture Soundtrack | - Släppt: 8 april 2013 - Skivbolag: Back Lot - Format: CD, digital nedladdning, LP | 178                        | 133                        |
| You and the Night                            | - Släppt: 19 november 2013 - Skivbolag: Mute - Format: CD, digital nedladdning     | —                          | —                          |

### Singlar
| Titel                                             | År   | Högsta listplacering | Högsta listplacering | Högsta listplacering | Högsta listplacering | Högsta listplacering | Högsta listplacering | Högsta listplacering | Högsta listplacering | Högsta listplacering | Högsta listplacering | Certifikat                   | Album                               |
| Titel                                             | År   | FRA                  | AUS                  | BEL (FL)             | BEL (WA)             | IRL                  | SWI                  | UK                   | US                   | US Alt.              | US Rock              | Certifikat                   | Album                               |
| ------------------------------------------------- | ---- | -------------------- | -------------------- | -------------------- | -------------------- | -------------------- | -------------------- | -------------------- | -------------------- | -------------------- | -------------------- | ---------------------------- | ----------------------------------- |
| "Slowly" / "Sitting"                              | 2002 | —                    | —                    | —                    | —                    | —                    | —                    | —                    | —                    | —                    | —                    |                              | M83                                 |
| "Run into Flowers"                                | 2003 | —                    | —                    | —                    | —                    | —                    | —                    | 199                  | —                    | —                    | —                    |                              | Dead Cities, Red Seas & Lost Ghosts |
| "0078h"                                           | 2003 | —                    | —                    | —                    | —                    | —                    | —                    | —                    | —                    | —                    | —                    |                              | Dead Cities, Red Seas & Lost Ghosts |
| "America"                                         | 2004 | —                    | —                    | —                    | —                    | —                    | —                    | —                    | —                    | —                    | —                    |                              | Dead Cities, Red Seas & Lost Ghosts |
| "A Guitar and a Heart" / "Safe"                   | 2004 | —                    | —                    | —                    | —                    | —                    | —                    | —                    | —                    | —                    | —                    |                              | Before the Dawn Heals Us            |
| "Don't Save Us from the Flames"                   | 2005 | —                    | —                    | —                    | —                    | —                    | —                    | 86                   | —                    | —                    | —                    |                              | Before the Dawn Heals Us            |
| "Teen Angst"                                      | 2005 | —                    | —                    | —                    | —                    | —                    | —                    | 86                   | —                    | —                    | —                    |                              | Before the Dawn Heals Us            |
| "Couleurs"                                        | 2008 | —                    | —                    | —                    | —                    | —                    | —                    | —                    | —                    | —                    | —                    |                              | Saturdays = Youth                   |
| "Graveyard Girl"                                  | 2008 | —                    | —                    | —                    | —                    | —                    | —                    | —                    | —                    | —                    | —                    |                              | Saturdays = Youth                   |
| "Kim & Jessie"                                    | 2008 | —                    | —                    | —                    | —                    | —                    | —                    | —                    | —                    | —                    | —                    |                              | Saturdays = Youth                   |
| "We Own the Sky"                                  | 2008 | —                    | —                    | —                    | —                    | —                    | —                    | —                    | —                    | —                    | —                    |                              | Saturdays = Youth                   |
| "Black Hole"                                      | 2010 | —                    | —                    | —                    | —                    | —                    | —                    | —                    | —                    | —                    | —                    |                              | Singel utan album                   |
| "Midnight City"                                   | 2011 | 8                    | 37                   | 32                   | 18                   | 61                   | 66                   | 34                   | 72                   | 5                    | 7                    | - RIAA: Platinum - BPI: Gold | Hurry Up, We're Dreaming            |
| "Reunion"                                         | 2012 | —                    | —                    | —                    | 84                   | —                    | —                    | —                    | —                    | 24                   | 40                   |                              | Hurry Up, We're Dreaming            |
| "OK Pal"                                          | 2012 | —                    | —                    | —                    | —                    | —                    | —                    | —                    | —                    | —                    | —                    |                              | Hurry Up, We're Dreaming            |
| "Steve McQueen"                                   | 2012 | —                    | —                    | —                    | —                    | —                    | —                    | —                    | —                    | —                    | —                    |                              | Hurry Up, We're Dreaming            |
| "Wait"                                            | 2012 | 154                  | —                    | —                    | —                    | —                    | —                    | —                    | —                    | —                    | —                    |                              | Hurry Up, We're Dreaming            |
| "Oblivion" (featuring Susanne Sundfør)            | 2013 | 114                  | —                    | —                    | —                    | —                    | —                    | —                    | —                    | —                    | —                    |                              | Oblivion                            |
| "Do It, Try It"                                   | 2016 | 87                   | —                    | —                    | —                    | —                    | —                    | —                    | —                    | —                    | 28                   |                              | Junk                                |
| "Solitude"                                        | 2016 | 108                  | —                    | —                    | —                    | —                    | —                    | —                    | —                    | —                    | —                    |                              | Junk                                |
| "Go!" (featuring Mai Lan)                         | 2016 | 124                  | —                    | —                    | —                    | —                    | —                    | —                    | —                    | 40                   | 37                   |                              | Junk                                |
| "—" noterar singel som inte tog sig in på listan. |      |                      |                      |                      |                      |                      |                      |                      |                      |                      |                      |                              |                                     |

### Övriga låtar på topplistan
| Titel        | År   | Högsta listplacering | Högsta listplacering | Högsta listplacering | Högsta listplacering | Album                                         |
| Titel        | År   | FRA                  | UK                   | US Alt.              | US Rock              | Album                                         |
| ------------ | ---- | -------------------- | -------------------- | -------------------- | -------------------- | --------------------------------------------- |
| "I Need You" | 2014 | —                    | —                    | —                    | 36                   | Divergent: Original Motion Picture Soundtrack |
| "Outro"      | 2015 | 48                   | 120                  | —                    | —                    | Hurry Up, We're Dreaming                      |